# Steve Box
 (avril 2020).
 (mars 2017).
Pour les articles homonymes, voir Box.
Steven Royston Box, né le 23 janvier 1967 à Bristol, est un animateur britannique, qui travaille pour Aardman Animations.

## Filmographie

### Réalisateur
- 1997 : Stage Fright (court métrage)
- 2005 : Wallace et Gromit : Le Mystère du lapin-garou (co-réalisateur avec Nick Park comme réalisateur)

### Scénariste
- 1997 : Stage Fright
- 2005 : Wallace et Gromit : Le Mystère du lapin-garou(scénariste et auteur de l’histoire originale avec Nick Park, Mark Burton et Bob Baker)
- 2015 : Shaun le mouton, le film(consultant de l’histoire)
- 2019 : Shaun le mouton : La ferme contre-attaque(consultant de l’histoire)

### Animateur
- 1993 : Wallace et Gromit : Un mauvais pantalon
- 1995 : Wallace et Gromit : Rasé de près animateur clé sur les personnages
- 2000 : Chicken Run animateur clé sur les personnages